# География на Уругвай
Уругвай е държава в югоизточната част на Южна Америка, разположена между Аржентина, Бразилия и Атлантическия океан и има форма на равностранен триъгълник, южната страна на който е леко изпъкнала. Площта ѝ възлиза на 176 215 km², а населението към 1 януари 2022 г. – 3 400 000 души. Столица е град Монтевидео.

## Географско положение, граници, големина, брегове
На запад Уругвай граничи с Аржентина (дължина на границата – 495 km), а на север и североизток – с Бразилия (885 km). Общата дължина на сухоземните граници (в т.ч. речни) е 1380 km. На югоизток, юг и югозапад Уругвай се мие от водите на Атлантическия океан с дължина на бреговата ивица 670 km. Бреговете на страната са ниски, почти праволинейни, от лагунен тип. Сред множеството малки лагуни се откроява езерото Лагоа Мирин (3750* km²), на границата с Бразилия, съвършено отделено от морето с пясъчни коси.
Крайни точки:
- крайна северна точка – 30°05′08″ ю. ш. 57°04′00″ з. д. / 30.085556° ю. ш. 57.066667° з. д., ляв бряг на река Куарейм, на границите с Бразилия.
- крайна южна точка – 34°58′26″ ю. ш. 54°57′06″ з. д. / 34.973889° ю. ш. 54.951667° з. д., нос Пунта де ла Салина, при град Пунта дел Есте, на брега на Атлантическия океан.
- крайна западна точка – 33°41′02″ ю. ш. 58°26′21″ з. д. / 33.683889° ю. ш. 58.439167° з. д., ляв бряг на река Уругвай, на границата с Аржентина.
- крайна източна точка – 32°39′13″ ю. ш. 53°11′02″ з. д. / 32.653611° ю. ш. 53.183889° з. д., устието на река Жагуаран в езерото Лагоа Мирин, на границата с Бразилия.

## Релеф
Релефът на Уругвай е предимно равнинно-хълмист. Северозападната част на страната е заета от лавовото плато Аедо (южната част на платото Парана), което плавно се спуска на запад към долината на река Уругвай и на юг към низините, заемащи долните течения на реките Уругвай и нейния ляв приток Рио Негро. На изток платото е заградено от възвишението Кучиля де Аедо (височина до 473 m), което стръмно се спуска на изток към централната хълмиста равнина в басейна на река Рио Негро. Далеч на изток и юг се простира равнина, където докамбрийските кристалинни скали образуват дългите и тесни възвишения Кучиля Гранде (височина до 304 m) и Кучиля Гранде Инфериор. Двете възвишения ограничават съответно от изток и юг водосборния басейн на река Рио Негро. Голяма част от крайния изток на страната покрай брега на Атлантическия океан е заета от заблатена низина с дюни и пясъчни коси, отчленили от океана редица лагунни езера. На юг, покрай брега на естуара Ла Плата се простират тесни и малки низини, които на изток от столицата Монтевидео са заградени от масива Пан де Асукар с връх Катедрал, 514 m (най-високата точка на страната).

## Геоложки строеж, полезни изкопаеми
Територията на Уругвай е разположена в пределите на Южноамериканската (Бразилска) платформа, изградена от метаморфозирани, смачкани в гънки и пронизани от гранитни интрузии докамбрийски скали. Над тях относително спокойно залягат маломощни свити от палеозойски и мезозойски седименти. Скалите от докамбрийския фундамент (източната част на Бразилския щит) излизат на повърхността в източните и южните части на Уругвай и са представени от дислоцирани ранно- и среднопротерозойски метаморфни скали и гранитоиди. Редица грабеновидни падини са запълнени с моласи и кисели вулканити. Синеклизата Парана (в северната част на страната) е образувана от слабо нагънати морски и континентални палеозойски скали, които се препокрити от спокойно залягащи долномезозойски червеноцветни пясъчници и мощни базалтови покривки с долнокредна възраст.
От полезните изкопаеми на страната най-значителни са желязно-мангановите находища в североизточните райони на Уругвай (Серо Мулеро). Разработват се още находища на злато, сребро, олово, мед, талк, полускъпоценни камъни (ахати, аметисти), гранит, мрамор, кафяви въглища.

## Климат, води
Климатът на Уругвай е субтропичен, океански. Средните януарски (летни) температури са 22 – 24°С, а средните юлски (зимни) 10 – 12°С. По време на нахлуването на южния студен вятър „памперо“ се наблюдават понижения на температурата до -5°С и снеговалежи. Валежи падат почти през цялата година със слабо изразен есенен максимум от 1000 mm на юг и във вътрешните райони и до 1200 mm на север и по възвишенията. През различните години валежите падат нерегулярно.
Речната мрежа на страната е гъста. По време на максимума на дъждовете през есента те стават много пълноводни. Най-постоянен отток има граничната река Уругвай (1779* km). Над 2/3 от територията на страната се отводнява от нейните леви притоци Рио Негро (750 km), Куарейм (351* km, по границата с Бразилия), Кегуей Гранде (280 km) и др. По средното течение на река Рио Негро е изграден големия язовир „Рио Негро“.

## Почви, растителност, животински свят
В почвено-растителната покривка преобладават субтропичните тревисти савани „кампос лимпос“, развити върху червеникаво-черни прерийни почви с галерийни вечнозелени гори покрай реките. В резултат от интензивната паша на добитъка тревната покривка е представена предимно от груби и твърди треви и плевели. На юг е развита храстава савана, а на изток се срещат малки палмови горички. Животинският свят е силно намалял, на места почти изтребен. Рядко се сещат броненосци, опосуми, нутрии и др. Има много видове водоплаващи птици. За опазване на малко съхранилата се естествена природа са създадени националните паркове „Рузвелт“ и „Пасо дел Пуерто“.